# شعار مدغشقر
شعار مدغشقر (بالفرنسية: Sceau de Madagascar)‏ قرص ذهبي في وسطه خريطة تفصيلية للبلد (الجزيرة الرئيسية مع جزيرتين صغيرتين قريبتين - جزر غلوروزيو و تروملين ) على خلفية فضية، وتحتها رأس درباني أحمر في حقل الأرز. الألوان المستخدمة هي الأحمر والأخضر والأصفر والأسود والأبيض . تنبعث أشعة خضراء وحمراء من الخريطة، مما يجعلها تبدو مثل الشمس أو والموز الكاذب، وهو نبات منتشر في مدغشقر. يعود شعار مدغشقر إلى عام 1993.
يحيط بالشعار الكلمات الملغاشية " REPOBLIKAN'I MADAGASIKARA" التي تعني "جمهورية مدغشقر" وفي القاعدة TANINDRAZANA - FAHAFAHANA - FANDROSOANA" التي تعني "الوطن - الحرية - التنمية".

## معرض لصور شعارات مدغشقر السابقة[1]

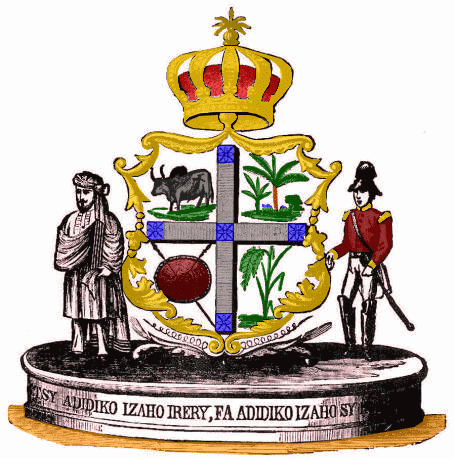
شعار النبالة للملكة رانافالونا الثانية
شعار النبالة للمملكة ميرينا في عام 1896
شعار من الحكومة العامة لمدغشقر  [لغات أخرى]‏ (1897 - 1958)
شعار الجمهورية الملغاشية
شعار الجمهورية الملغاشية
شعار جمهورية مدغشقر الديمقراطية
شعار جمهورية مدغشقر بين عامي 1993 و 1998

## روابط خارجية
- الأسلحة الوطنية والشعارات في الماضي والحاضر
- مرفق الدستور
- شهادة توثيق البرامج في مملكة ميرينا